# Złakowo
Złakowo (deutsch Schlackow) ist ein Dorf in der Woiwodschaft Westpommern in Polen. Es gehört zur Gmina Postomino (Gemeinde Pustamin) im Powiat Sławieński (Schlawer Kreis). 

## Geographische Lage
Das Bauerndorf und ehemalige Gutsdorf Złakowo liegt im nordöstlichen Teil der Woiwodschaft Westpommern unmittelbar an der Grenze zur Woiwodschaft Pommern sowie der Kreisgrenze zwischen dem Kreis Sławno (Schlawe) und dem Kreis Słupsk (Stolp). Bis zur Kreisstadt Sławno sind es 18 Kilometer, und die Ostseestadt Ustka (Stolpmünde) liegt 13 Kilometer entfernt. Vor 1945 war Schlackow Bahnstation an der Reichsbahnstrecke Schlawe–Stolpmünde. Heute ist Ustka die nächste Bahnstation, von wo aus Züge über Słupsk, Miastko (Rummelsburg) bis nach Piła (Schneidemühl) fahren.
Złakowo liegt 35 Meter über N.N. auf einem Grundmoränenstreifen, der unmittelbar nördlich des Dorfes zur Küstenniederung abfällt. Nachbarorte sind: im Norden Górsko (Görshagen), im Osten Zaleskie (Saleske) und im Südosten Możdżanowo (Mützenow) (die beiden letzten Orte liegen in der Woiwodschaft Pommern), im Süden Postomino (Pustamin), im Südwesten Marszewo (Marsow) und im Westen Królewo (Krolow).

## Geschichte
Schlackow (früher auch Schlaukow oder Schlaukau) gehörte im Mittelalter zum Land Rügenwalde und hatte mit den anderen Dörfern den sogenannten Bischofspfennig an das Bistum Cammin abzuführen. 1493 erhielt Georg (Jürgen) von Kleist, herzoglicher Vogt im Amt Rügenwalde, den Anteil von Schlackow. Spätestens seit Mitte des 17. Jahrhunderts war der Ort von Puttkamersches Lehen, nachdem vorher auch die von Bewlow, von Kleist und von Natzmer Anteile besessen hatten. 1690 gingen alle Anteile an die von Puttkamer über.
1780 hatte Schlackow 3 Vorwerke mit 4 Bauern, 3 Kossäten, 1 Schulmeister und 3 Fischerkaten bei insgesamt 17 Feuerstellen. 1818 lebten hier 175 Menschen, und ihre Zahl stieg bis 1925 auf 335.
Das Gut Schlackow wurde 1910 von Günther von Puttkamer an den Grafen Wilhelm von Zitzewitz auf Zitzewitz verkauft, dessen Sohn es um 1937 an die Pommersche Landgesellschaft zur Aufsiedlung verkaufte. In diesen Jahren zählte Schlackow 256 Einwohner.
Am 8. März 1945 drang die Rote Armee in das Dorf ein. Ab Weihnachten 1945 übernahmen bereits die ersten Polen die Höfe. Zwischendurch wurden Deutsche von Russen und Polen zum Arbeitseinsatz verschleppt. Weihnachten 1946 wurden sämtliche Bauern aus Schlackow vertrieben, während die Gutsarbeiter fast alle bis 1957/58 festgehalten wurden. In Schlackow zog die polnische Verwaltung ein, und der Ort wurde unter der Bezeichnung Złakowo ein Teil der Gmina Postomino im Powiat Sławieński der Woiwodschaft Westpommern (bis 1998 Woiwodschaft Stolp). Hier leben heute 193 Einwohner.

## Ortsgliederung bis 1945
Vor 1945 gehörten zur Gemeinde Schlackow zwei Wohnplätze, die beide heute nicht mehr existieren:
1. Schlackow (Bahnhof), an der Bahnlinie Schlawe–Stolpmünde, 1 Kilometer südlich des Dorfes, mit zwei bahneigenen Wohnhäusern für Bedienstete
2. Sandrehmen, Bauernhof und Gutsförsterei, die aber später in das Dorf verlegt wurde.

## Amtsbezirk Schlackow
Bis 1945 bildete Schlackow mit den Gemeinden Görshagen (heute polnisch: Górsko), Krolow (Królewo) mit Vietzke (Wicko, heute nicht mehr existent), Krolowstrand (Królewice, heute nicht mehr existent), Marsow (Marszewo) und Vietzkerstrand (Wicko Morskie) das Amt Schlackow im Landkreis Schlawe i. Pom. im Regierungsbezirk Köslin der preußischen Provinz Pommern.
Die sechs Gemeinden waren außerdem zum Standesamt Schlackow miteinander verbunden. Amtsgerichtsbezirk war Schlawe.

## Kirche
Vor 1945 waren alle Einwohner in Schlackow evangelischer Konfession. Schlackow gehörte mit Görshagen zum Kirchspiel Marsow im Kirchenkreis Rügenwalde der Kirchenprovinz Pommern der Kirche der Altpreußischen Union.
Seit 1945 ist die Bevölkerung von Złakowo überwiegend katholisch. Marszewo ist auch jetzt Kirchort, der aber nun zur Pfarrei Postomino (Pustamin) im Dekanat Ustka (Stolpmünde) im Bistum Köslin-Kolberg der Katholischen Kirche in Polen gehört. Evangelische Kirchenglieder sind heute dem Pfarramt in Słupsk (Stolp) in der Diözese Pommern-Großpolen der Evangelisch-Augsburgischen Kirche in Polen zugeordnet.

## Schule
In Schlackow bestand vor 1945 eine einklassige Volksschule mit 50 bis 60 Schülerinnen und Schülern. Ab März 1945 gab es keinen Schulunterricht mehr, nachdem zuvor Otto Schwandt als letzter Lehrer hier tätig gewesen war.

## Persönlichkeiten
- Julius von Puttkamer (1822–1905), Fideikommissbesitzer auf Schlackow und Mitglied des Preußischen Herrenhauses